# Tran Le Xuan
Tran Le Xuan (Hanói, 22 de agosto de 1924 - Roma, 24 de abril de 2011), más conocida como Madame Nhu, fue la primera dama durante la presidencia de Ngô Đình Diệm en Vietnam del Sur. Conocida por sus duros e incendiarios comentarios que denunciaban las protestas antigubernamentales de algunas sectas budistas y la fuerte influencia y presencia estadounidense en el país. Se fue a vivir al exilio en Francia después de que su marido, Nhu, y su cuñado, Diệm, fueran asesinados en 1963.

## Biografía

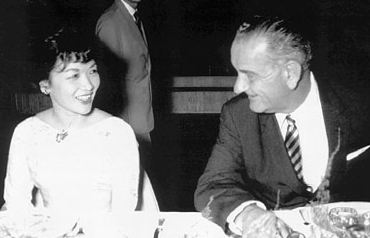
Madame Nhu en 1961, junto con el vicepresidente norteamericano Lyndon Johnson.

Tran Le Xuan (nombre de soltera, que significa Hermosa Primavera) era hija de un rico empresario y de una princesa local. A los 18 años se casó con Ngô Dình Nhu, hermano y consejero de Ngô Đình Diệm, que gobernó Vietnam del Sur entre 1955 y 1963, por lo que se convirtió en Madame Nhu y, como este último estaba soltero, ejerció de primera dama oficiosa del país.
Vivía en el palacio presidencial y siempre iba vestida con el áo dài, el vestido típico vietnamita. Al principio logró seducir a sus huéspedes occidentales, que llegaron a compararla con Juana de Arco, pero pronto fue considerada como la Lucrecia Borgia de Asia por el modo como ejerció el poder sin ninguna consideración por los derechos humanos de sus conciudadanos —se le atribuyó la frase: «el poder es maravilloso, el poder absoluto es absolutamente maravilloso»—. Educada en el budismo, cuando se casó se convirtió al catolicismo, la religión de su marido, adoptando una posición fundamentalista que le llevó a prohibir por decreto el aborto, el divorcio y los anticonceptivos, y también bailes «insanos» como el twist.
Madame Nhu creó un cuerpo paramilitar femenino, el Movimiento de Solidaridad de las Mujeres, integrado por varios miles de ellas cuyo objetivo era hacer frente a los comunistas de Vietnam del Norte y sus apoyos en Vietnam del Sur. Sin embargo, esta milicia femenina lo único que hizo fue desfilar con sus vistosos uniformes en honor de su líder.
La crueldad de Madame Nhu quedó patente cuando escribió una carta a The New York Times con motivo de la inmolación de varios monjes budistas como protesta contra la dictadura de su cuñado en la que decía: «Aplaudiré cuando vea otro espectáculo de barbacoa de monjes; una no puede ser responsable de la locura de otros». Más adelante los acusó de falta de patriotismo al utilizar petróleo importado para prenderse fuego.
Cuando en 1963 se produjo el golpe de Estado que acabó con la vida de los hermanos Diem, Madame Nhu se encontraba en Los Ángeles, por lo que logró sobrevivir. Sus hijos fueron autorizados a abandonar Vietnam del Sur y se reunieron con ella en París. Más tarde se fue a vivir a la Costa Azul y luego a Roma donde falleció en 2011.

## Libros sobre Madame Nhu
- Finding the Dragon Lady: the Mystery of Vietnam's Madame Nhu, escrito por Monique Brinson Demery (PublicAffairs Books, publicado en septiembre de 2013). (PublicAffairs Books, publicado en septiembre de 2013).[7] En este libro se afirma que a la autora se le confiaron las memorias inéditas de Madame Nhu y que, además, se le reveló un diario presentado como el de Madame Nhu, de los años previos al golpe de Estado, cuya única procedencia conocida era un capitán del ejército estadounidense de origen vietnamita, James Văn Thạch.[8]
- Trần Lệ Xuân Giấc Mộng Chính Trường (libro vietnamita)
- Đệ Nhất Phu Nhân Trần Lệ Xuân (libro vietnamita)
- La République du Viêt-Nam et les Ngô-Đình - escrito por los hijos de Madame Nhu, Ngô Đình Quynh y Ngô Đình Lệ Quyên, también amiga de la familia Madame Jacqueline Willemetz (libro en francés).

## Influencia en la moda vietnamita
A principios de la década de 1960, Madame Nhu popularizó su propia versión del tradicional áo dài, considerada controvertida en su época por su corte ajustado y escotado. Según Boi Tran Huynh, estudioso de las artes visuales vietnamitas, «para los extranjeros, este cuello tenía sentido dadas las condiciones tropicales, pero los conservadores lo consideraban demasiado sugerente para las mujeres vietnamitas».